# 1874年の相撲
1874年の相撲（1874ねんのすもう）は、1874年の相撲関係のできごとについて述べる。

## 興行
- 3月場所（東京相撲）[1]
  - 興行場所:本所回向院
  - 3月20日より晴天10日間興行
- 9月場所（三都合併相撲）[2]
  - 興行場所:八坂神社北林御免地
  - 晴天10日間興行
- 10月場所（東京大阪合併相撲）[3]
  - 興行場所:難波新地
- 12月場所（東京相撲）[4]
  - 興行場所:本所回向院
  - 12月20日より晴天10日間興行

## 誕生
- 1月19日 - 常陸山谷右エ門（第19代横綱、所属：入間川部屋→出羽ノ海部屋、+ 1922年【大正11年】）[5]
- 3月25日 - 両國梶之助（最高位：小結、所属：出羽ノ海部屋、+ 1949年【昭和24年】）[6]
- 10月19日 - 八嶌山平八郎（最高位：前頭2枚目、所属：井筒部屋、+ 1927年【昭和2年】）[7]

## 死去
- 7月22日 - 最上山辨治（最高位：前頭5枚目（現役没）、所属：若松部屋→秀ノ山部屋、* 1841年【天保12年】）